# 张素我
张素我（1915年4月—2011年12月2日），女，安徽巢县人，中华人民共和国学者、政治人物，原对外经济贸易大学教授，

## 生平
张素我于1935年肄业于金陵女子文理学院，同年赴英国西南大学留学。1937年抗日战争爆发后回到中国，此后曾任安徽黄麓小学校长、湖南省地方行政干部学校妇女训练班副主任。1940年与周嘉彬成婚，并任教于中央陆军军官学校第七分校。1947年任国立兰州兽医学院英语副教授。
中华人民共和国成立后，张素我于1951年至1953年间在北京外国语学校任教。1953年起长期任教于北京对外贸易专科学校（后改名为北京对外贸易学院、对外经济贸易大学），历任教员、副教授、教授。1955年加入中国国民党革命委员会，历任民革中央委员、中央常委、中央监察委员会副主席等。
此外，她还是第五、七届全国政协委员，第六至八届全国政协常委，全国妇联副主席，欧美同学会副会长。2004年退休。
2011年12月2日在北京去世，终年96岁。

## 家庭
父亲张治中是中华民国高级将领，张素我是其长女。
丈夫周嘉彬。